# Odynerus trilobus
Odynerus trilobus är en stekelart som först beskrevs av Fabricius.  Odynerus trilobus ingår i släktet lergetingar, och familjen Eumenidae. Inga underarter finns listade i Catalogue of Life.